# Mammillaria polythele
Mammillaria polythele es una especie perteneciente a la familia Cactaceae. Es endémico de Guanajuato, Hidalgo, Querétaro en México. Su hábitat natural son los áridos desiertos. 

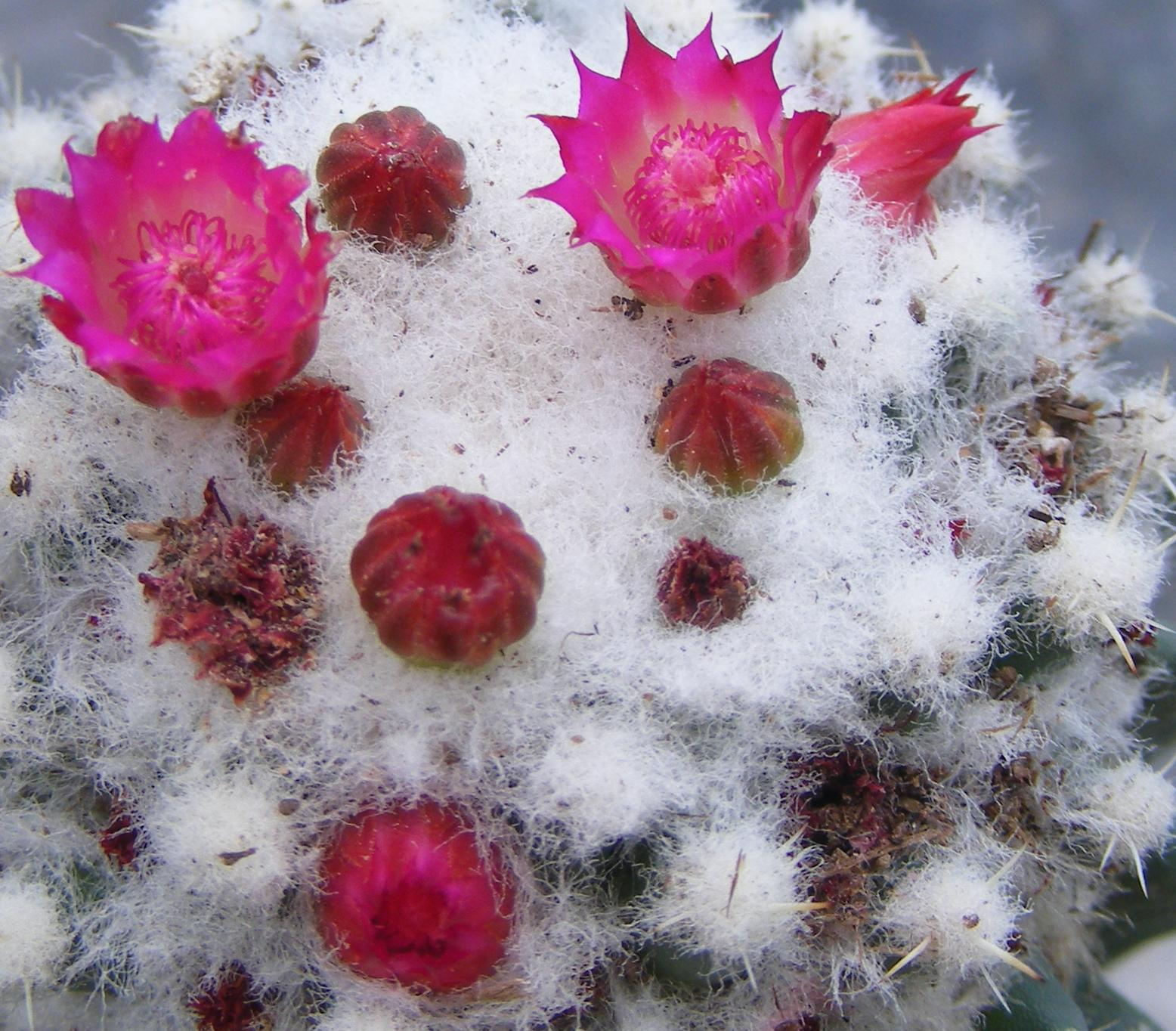
Flores

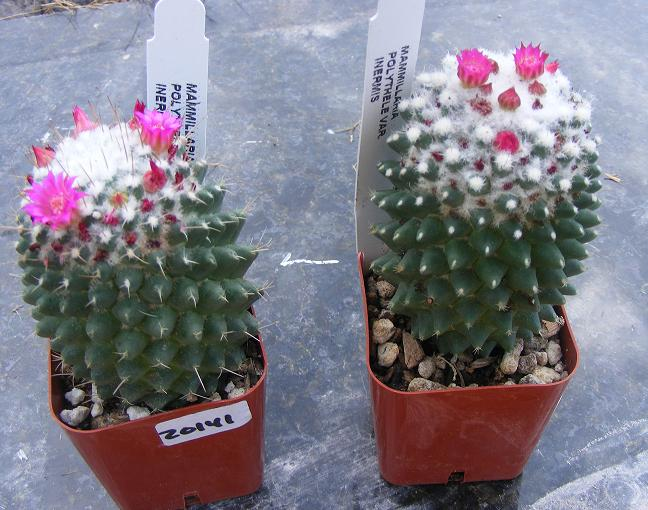
Vista de la planta

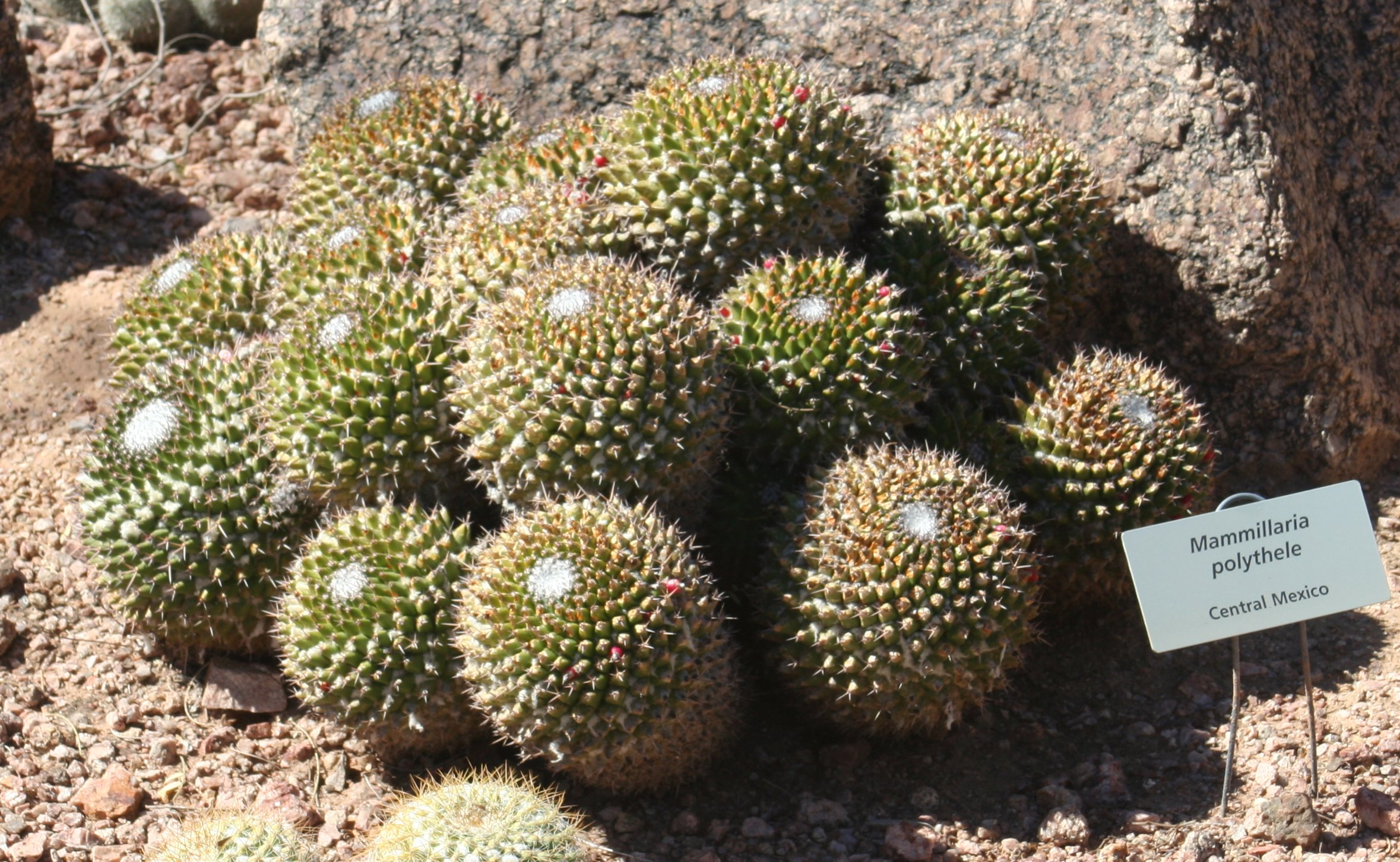
Formando un grupo

## Descripción
Mammillaria polythele crece de forma individual con una forma cilíndrica, generalmente erecta a veces postrado. Los tallos son azules-verdes de hasta 60 centímetros de altura con un diámetro de 5 a 15 centímetros. Las costillas son notables, esférica-cónicas. Produciendo abundante savia lechosa. Las axilas son lanosa. Las espinas centrales están completamente ausentes. Las espinas son muy variables. En la etapa juvenil al principio sólo existen dos que se dirigen hacia arriba o hacia abajo. Más tarde, tres o cuatro o incluso siete y más espinas de diferentes longitudes, de color marrón claro a oscuro, a veces de color marrón rojizo y hasta 2,5 centímetros de largo. Las flores son de color rosa a púrpura  y de hasta 1 centímetro de largo. Los  frutos son de color rojo que contienen semillas de color marrón oscuro.

## Taxonomía
Mammillaria polythele fue descrita por Carl Friedrich Philipp von Martius y publicado en Novorum Actorum Academia Caesareae Leopoldinae-Carolinae Germanicae Naturae Curiosorum 16(1): 328, pl. 19. 1832.
Etimología
Mammillaria: nombre genérico que fue descrita por vez primera por Carolus Linnaeus como Cactus mammillaris en 1753, nombre derivado del latín mammilla = tubérculo, en alusión a los tubérculos que son una de las características del género.
polythele: epíteto latíno 
Variedades aceptadas
- Mammillaria polythele subsp. durispina (Boed.) D.R. Hunt
- Mammillaria polythele subsp. obconella (Scheidw.) D.R. Hunt

Sinonimia
- Mammillaria tetracantha
- Mammillaria obconella
- Mammillaria kewensis
- Mammillaria hidalgensis
- Mammillaria durispina
- Mammillaria hoffmanniana
- Neomammillaria hoffmanniana
- Mammillaria ingens
- Mammillaria kelleriana
- Mammillaria neophaeacantha
- Mammillaria subdurispina
- Mammillaria xochipilli